# 拍子流
拍子流（ひょうしりゅう）とは、門野羽左衛門が開いた柔術の流派である。拍子流居合柔と書かれる。
雑賀新五衛門によって越前国に伝えられ、福井藩、吉江藩、新庄藩などで学ばれていた。

## 歴史
流祖は門野羽左衛門貞勝である。門野羽左衛門は宇佐八幡宮の神主と伝わる。
門野羽左衛門は拍子流の奥儀を雑賀新五衛門に伝えた。
金沢より雑賀新五衛門が門弟を召し連れ府中（現在の福井県越前市）に逗留中、弟子の浅見徳右衛門が吉江藩分封の際に召し抱えられ、若林五右衛門は越前国福井藩家老本多内蔵助に仕えたことにより福井藩に伝わった。その後、雑賀新五左衛門は残りの弟子を召し連れ江戸に行ったとされる。
以降は福井藩の武術として学ばれ、昭和頃まで福井県福井市で伝承されていた。
大日本武徳会柔道範士の依田一二は拍子流の柔術家であった。

### 雑賀新五左衛門
二代目の雑賀新五左衛門は出生国が不明であるとされている。南越雑話によると雑賀新五左衛門は居合柔に妙を得ており、加賀国で人を害して越前国府中に逃れて来た人物であると記されている。加賀国で害せられた者に男子二人がおり、年を経て府中に来て雑賀に会い復讐しようとした。雑賀は「我これまで存命せしは幸いというべし。今運極まってここに会いたり。何ぞ敵せん。」と言って首を伸ばして復讐されるのを待ったが、二人は死人同事の者を討つことはできないとのことで雑賀に勝負を申し込んだ。雑賀は「闘争に及んでもし汝等に討たれば我が技芸の名を汚さん。然らば闘う程ならば粉骨を尽くして働くべし。必ず汝等を返り討にせん。然る時は汝等本意を遂ざるのみならず、我もまた心よからず。首を伸て討する時は汝等年来の宿意を達す。我もまた失なし。」と言った。両人はこれを聞かずに「運は天に有り。我等運尽きて討れば死を以て孝に報ずべし。決して雌雄を争うべし。」と答えた。これに於いて松森河原に出て戦い、雑賀は盤石を以て鶏卵を押すが如く二人を殺害した。その後、東武（江戸）に出て芥川如水と改名し市中に隠れた。

## 系譜
- 流祖:門野羽左衛門貞勝
- 二代:雑賀新五左衛門重品（雑賀新五佐衛門尉貞綱とも）
- 三代:若林五右衛門重留
- 四代:若林五郎兵衛重長
- 五代:若林五右衛門重常
- 六代:若林五右衛門常建
- 七代:久野與兵衛貞近
- 八代:久野覚太夫林近
- 九代:久野岩太郎春近

代不明
- 梶川正武
  - 若林為親（若林家の養子。梶川と久野から拍子流を学ぶ。）
- 若林為重（幕末から明治初期の拍子流師範）
  - 若林為常（柔能制剛碑を建立）
- 小関逸八
- 依田一二　（大日本武徳会範士）
- 光河利三郎（大日本武徳会）
- 木村喜志雄（皆伝 1973年に拍子流を演武。）
- 近藤廣　　（皆伝 1973年に拍子流を演武。）

## 史跡
柔能制剛碑（若林為重之碑）
龍泉寺（福井県越前市深草）
1890年8月（明治23年）建立
拍子流居合柔師範の若林為重を顕彰するために若林為常が建てた碑である。
碑の上部に「柔能制剛」の文字が刻まれている。また碑には若林為常一門の名前が刻まれており、大日本武徳会柔道範士となった依田一二も門人として名を連ねている。
若林家累代之墓
大寶寺（福井県越前市本町）
拍子流居合柔師範を務めた若林家累代の墓である。